# Morus cathayana
Morus cathayana är en mullbärsväxtart som beskrevs av William Botting Hemsley. Morus cathayana ingår i släktet mullbär, och familjen mullbärsväxter. Utöver nominatformen finns också underarten M. c. gongshanensis.